# Jean Patou
Alexandre Jean Patou (Parigi, 27 settembre 1887 – Parigi, 8 marzo 1936) è stato uno stilista e profumiere francese, fondatore della casa di moda che porta il suo nome.

## Biografia

### Giovinezza
Alexandre Jean Patou nacque il 27 settembre 1887 a Parigi, presso il decimo arrondissement, da Charles Patou e Jeanne Grison. Suo padre gestì dal 1888 al 1911 una conceria a Énencourt-Léage (Oise) prima di trasferire la sua attività a Villejuif.
Nell'ottobre del 1905 Jean Patou si arruolò nell'esercito, e vi rimase per tre anni. Nel 1910 si trasferì a Parigi dove decise di aprire la propria casa di moda. Dopo un primo fallimento, nel 1914 aprì una seconda casa di moda al 7 di Rue Saint-Florentin vicino alla Place de la Concorde, in un elegante palazzo del XVIII secolo. Dopo aver partecipato alla prima guerra mondiale in un reggimento di zuavi, tornò a Parigi nel 1919 per riprendere il suo lavoro..

### Carriera
La sua prima collezione, una linea di abbigliamento sportivo ricevette accoglienza favorevole da parte della critica. Infatti, la casa di moda di Jean Patou fu una delle prime aziende a proporre anche abbigliamento sportivo. Patou realizzò anche il disegno dell'allora audace divisa senza maniche e lunga sino alla coscia della tennista Suzanne Lenglen. Jean Patou è anche il primo ad apporre sulle sue creazioni un monogramma composto delle sue iniziali "JP".
Nel 1923, Raymond Barbas, cognato di Jean Patou, creò una divisione dell'azienda dedicata alla profumeria. Nel 1925, entrò a far parte dell'azienda Henri Alméras, nel ruolo di maestro profumiere. Jean Patou creò tre fragranze Amour-Amour, Que sais-je? e Adieu, dedicati rispettivamente alle donne bionde, alle brune ed alle rosse. Nel 1929, fu invece Almeras a creare Moment Suprême. Nello stesso anno, nel bel mezzo della crisi economica, fu lanciato sul mercato Joy. Joy è essenzialmente una combinazione di diecimila fiori di gelsomino e ventotto dozzine di rose, dai quali vengono estratti flaconi di 30 ml di profumo, dal prezzo di vendita elevatissimo.
Jean Patou voleva un faro profumo per la sua casa. Nel 1930, Henri Almeras poi proposto un profumo composto di essenze di rosa e gelsomino in proporzioni di particolare importanza: aveva più di 10.000 gelsomino da Grasse e 28 dozzina di rose (rose di maggio Grasse "Rosa centifolia" e rose in Bulgaria) per tre once di profumo [5]. Il prezzo di questa composizione fatta di marketing molto rischiosa, mentre infuria la crisi economica che seguì il crac del 1929. Ma Jean Patou ne fu sedotto e lanciò il profumo Joy  utilizzando lo slogan, particolarmente audace per quei giorni, suggerito dalla sua amica e consigliere, la columnist americana Elsa Maxwell: "Joy, il profumo più costoso al mondo". [6].

### Morte
Jean Patou morì prematuramente nel 1936 di infarto all'età di 49 anni, e fu sepolto nel cimitero di Passy. La casa di moda cesserà ogni attività nel 1987, mentre i profumi Patou fanno oggi parte della divisione "bellezza di lusso" della Procter & Gamble.